# Petříkovice (przystanek kolejowy)
Petříkovice – przystanek kolejowy w miejscowości Petříkovice, w kraju hradeckim, w Czechach. Znajduje się na wysokości 450 m n.p.m.
Jest zarządzany przez Správę železnic. Na przystanku nie ma możliwości zakupu biletów, a obsługa podróżnych odbywa się w pociągu.

## Linie kolejowe
- 047 Trutnov - Teplice nad Metují